# 作新學院高等學校
作新學院高等學校是位於日本栃木縣宇都宮市的私立高等學校。

## 歷史
學校的歷史可以追溯至1885年由船田兵吾所成立的私塾「下野英學校」，1888年更名為「私立作新館」，「作新」之名曲自中國儒家經書《尚书》中「亦惟助王宅天命，作新民。」。
1895年成為尋常中學校後改名為「私立尋常中學作新館」，1899年再成為舊制中學校而更名為「私立下野中學校」，1919年改為「下野中學校」；在此之前學校都持續由船田兵吾之家族所經營，但在1924年因為被發現學校職員自行偽造畢業證書，除了影響營運在1925年也被政府強制改組為財團法人並由政府介入學校的營運，直到1950年改組為學校法人作新學院時才再度由船田兵吾之子接手營運。
1941年另外成立專收女性學生的「作新館高等女學校」，「下野中學校」和「作新館高等女學校」兩校在1947年合併為男女兼收的「作新學院高等部及中等部」，但在1953年又將校內區分為男子部與女子部分開上課，此一措施一直到2003年才取消改為男女一同上課，同年學校名稱也變更為「作新學院高等學校」。